# Initiative Architektur und Baukultur
Die Initiative Architektur und Baukultur ist ein loser Zusammenschluss von verschiedenen Kammern, Verbänden, Vereinigungen und kulturellen Einrichtungen des Bauwesens in Deutschland. Sie wurde im Jahr 2000 vom Bundesministerium für Verkehr, Bau- und Wohnungswesen in Zusammenarbeit mit den o. g. Partnern gegründet und organisiert. Die Initiative fördert und unterstützt Symposien, Vorträge und Ausstellungen zum Thema finanziell und ideell.
Das Ziel der Initiative ist es, der breiten Öffentlichkeit in Deutschland Architektur und Baukultur näherzubringen. Den Menschen soll vermittelt werden, dass eine ansprechend gebaute Umwelt ein wertvolles gesellschaftliches Kulturgut ist. In diesem Sinne wird Baukultur mit Hilfe der Initiative öffentlich thematisiert und erhält eine höhere Wertschätzung in der Bevölkerung.
Diskutiert werden u. a. die Fragen, ob qualitätvolleres, nachhaltiges Bauen teurer ist; ob und wie die gebaute Identität einer Firma sich im Ertrag niederschlägt; ob und wie das Thema im Unterricht der Schulen behandelt werden soll und welchen Stellenwert der öffentliche Raum in den Städten heute noch hat.

## Entwicklung
Am 17. Oktober 2000 startete das Bundesministerium für Verkehr, Bau- und Wohnungswesen die Initiative Architektur und Baukultur. Ausgangspunkt war ein Papier, in dem Ziele, Themen und Fragen grob umrissen wurden. Im folgenden Jahr wurden Umfragen, Studien, Interviews und eine Reihe von Veranstaltungen organisiert, deren Ergebnisse regelmäßig am so genannten Runden Tisch der Initiative-Partner besprochen wurden.
Ende 2001 erschien ein Statusbericht zur Baukultur. Es wurde festgestellt: „Baukultur geht alle an, weil die gebaute Umwelt jeden einzelnen Bürger beeinflusst und verändert. Fragen der Architektur und Baukultur werden bisher nicht ausreichend öffentlich diskutiert.“
Der Bericht definierte präzise die Aufgaben und Ziele der Initiative. Am Ende des Berichts standen Empfehlungen für die Politik und die Fachleute und eine dringende Aufforderung, mit der Umsetzung dieser Empfehlungen zu beginnen.
Im April 2003 fand der erste Konvent der Baukultur in Bonn statt. Dort wurde auch eine Bundesstiftung Baukultur angeregt. Diese Stiftung soll die Nachfrage nach anspruchsvoller Architektur und Baukultur stärken, indem sie unterschiedliche Initiativen auf allen Ebenen koordiniert. Die Stiftung soll sich langfristig für Baukultur einsetzen. So sollen auch in Deutschland gute Rahmenbedingungen für eine hohe Baukultur geschaffen werden. Bedingungen, die viele europäische Nachbarländer bereits seit Jahren haben.
Ein halbes Jahr nach dem ersten Konvent der Baukultur verabschiedete der Bundestag den Antrag „Die Qualitätsoffensive für gutes Planen und Bauen voranbringen“ mit den Stimmen aller Fraktionen. In dem Antrag forderte der Bundestag die Bundesregierung auf, die Beratung eines Stiftungsgesetzes vorzubereiten und ein inhaltliches Konzept für den Aufbau der Bundesstiftung Baukultur vorzulegen.
Die Bundesregierung legte im Dezember 2004 den Gesetzentwurf zur Errichtung der Bundesstiftung Baukultur vor. Am 12. Mai 2005 nahm der Bundestag den Gesetzentwurf in zweiter und dritter Lesung einstimmig an. Am 17. Juni 2005 scheiterte der Entwurf jedoch im Bundesrat. Der 2. Konvent der Baukultur, geplant im November 2005 in Berlin wurde aufgrund des Scheiterns des Gesetzgebungsverfahrens abgesagt. Die Bundesstiftung wurde aber im Koalitionsvertrag der großen Koalition festgeschrieben. Am 26. Oktober 2006 passierte der Gesetzentwurf erwartungsgemäß den Bundestag, am 24. November 2006 den Bundesrat und trat zum Jahreswechsel 2006/2007 in Kraft. Damit ist ein wesentliches Ziel der Initiative erreicht.

## Träger
Die Initiative des deutschen Bundesministeriums für Verkehr, Bau- und Stadtentwicklung wird getragen von:
- Beauftragter der Bundesregierung für Kultur und Medien (BKM)
- Bundesarchitektenkammer – Bundesgemeinschaft der Architektenkammern (BAK)
- Bundesingenieurkammer e.V. (BIngK)
- Bund Deutscher Architekten (BDA)
- Bund Deutscher Baumeister, Architekten und Ingenieure e.V. (BDB)
- Bund Deutscher Landschaftsarchitekten e.V. (BDLA)
- Bund Deutscher Innenarchitekten e.V. (BDIA)
- Verband Deutscher Architekten- und Ingenieurvereine e.V. (DAI)
- Vereinigung Freischaffender Architekten Deutschlands e.V. (VFA)
- Vereinigung für Stadt-, Regional- und Landesplanung (SRL)
- Verband Beratender Ingenieure (VBI)
- Bundesverband der Freien Berufe (BfB)
- Bundesverband Bildender Künstlerinnen und Künstler (BBK)
- Deutsche Stiftung Denkmalschutz (DSD)
- Deutsches Architektur Museum (DAM)
- Stiftung Bauhaus Dessau
- Senatsverwaltung für Stadtentwicklung Berlin
- Vertreter der Bauministerkonferenz der Länder (ARGEBAU)
- Deutscher Städte- und Gemeindebund (DStGB)
- Deutscher Städtetag (DST)
- Deutscher Verband für Wohnungswesen, Städtebau und Raumordnung e.V. (DV)
- Hauptverband der Deutschen Bauindustrie
- Zentralverband Deutsches Baugewerbe e.V. (ZDB)
- Bundesverband freier Immobilien- und Wohnungsunternehmen e.V. (BFW)
- GdW Bundesverband deutscher Wohnungsunternehmen e.V. (GdW)
- Deutscher Mieterbund e.V. (DMB)
- Deutscher Sparkassen- und Giroverband e.V., Volkswirtschaft / Finanzmärkte (DSGV)
- Verband der Privaten Bausparkassen e.V.
- Verband deutscher Pfandbriefbanken e.V. (vdp)
- Bundesvereinigung der Landesentwicklungsgesellschaften e.V.
- Ausschuss für Staatlichen Hochbau der Bauministerkonferenz
- Bundesstiftung Baukultur
- Geschäftsstelle der Initiative Architektur und Baukultur